# Дуглас, Роберт, 8-й граф Мортон
Роберт Дуглас, 8-й граф Мортон (англ. Robert Douglas, 8th Earl of Morton; до 1616 — 12 ноября 1649) — шотландский дворянин и пэр.

## Происхождение
Старший сын Уильяма Дугласа, 7-го графа Мортона (1582—1648), и леди Энн Кейт (? — 1648), дочери Джорджа Кейта, 5-го графа Маришаля, и Маргарет Хьюм.

## Биография
7 августа 1648 года после смерти своего отца Роберт Дуглас унаследовал титул 8-го графа Мортона (Пэрство Шотландии).
После смерти отца Роберт действовал на Оркнейских островах высокомерно, нарушая закон удала, чтобы собрать деньги для роялистского дела. Интерес Мортона к Оркнейским островам был королевским даром Карла I, чтобы компенсировать 7-му графу его субсидии и потери в королевском деле . На этом этапе Войны трех королевств контроль лорда Мортона над Оркнейскими островами приобрел важное значение, поскольку войска Джеймса Грэма, 1-го маркиза Монтроза, намеревались в 1649 году высадиться там и возобновить военные действия в Шотландии.
Роберт Дуглас скончался 12 ноября 1649 года в Керкуолле. Ему наследовал его старший сын, Уильям Дуглас, 9-й граф Мортон.

## Семья
28 апреля 1627 года Роберт Дуглас женился на Энн Вильерс (ок. 1610 — 10 декабря 1654), дочери сэра Эдварда Вильерса и Барбары Сент-Джон. У супругов было четверо детей:
- Уильям Дуглас, 9-й граф Мортон (? — 1 ноября 1681)[1], старший сын и преемник отца
- Достопочтенный Роберт Дуглас (? — 1661)[1], шталмейстер Генриетты, герцогини Орлеанской
- Леди Энн Дуглас, с 1654 года жена Уильяма Кейта, 6-го графа Маришаля
- Леди Мэри Дуглас, жена с 1662 года сэра Дональда Макдональда из Слита, 3-го баронета (? — 1695).